# 姫野順一
姫野 順一（ひめの じゅんいち、1947年12月1日 - ）は、日本の経済学者、長崎外国語大学教授。
1978年九州大学大学院経済学研究科博士課程満期退学。九州大学助手、長崎大学助教授、同大学教授を経て、現職。経済学博士（九州大学）。
J・A・ホブソンの社会経済学をはじめとする経済学史、社会思想史研究とともに、古写真をもちいた長崎学に関する講義も行っている。

## おもな業績

### 単著
- 『海外情報と九州』九州大学出版会、1996年
- 『J.A.ホブスン 人間福祉の経済学』昭和堂、2010年
- 『龍馬の見た長崎』朝日新聞出版、2009年
- 『古写真に見る幕末明治の長崎』明石書店、2014年

### 共著
- 『マルサス ミル マーシャル：人間と富の経済思想』昭和堂、2013年
- 『外国人カメラマンが見た幕末日本Ⅱ』山川出版社、2014年
- 『日本人カメラマンの見た幕末明治』山川出版社、2015年

### TV出演等
- ブラタモリ（長崎）（2015年4月11日、NHK総合）